# Лившиц, Хаим Моисеевич
Хаим Моисеевич Ли́вшиц (идиш חײם ליװשיץ‎, бел. Хаім Майсеевіч Лі́ўшыц; 1912, Витебск — 1994, Чикаго) — белорусский советский художник, живописец, педагог, член Союза Художников с 1946 года, доцент кафедры живописи БГТХИ (1968—1979).
Известный, главным образом, как автор сюжетно-тематических картин и мастер портрета, он также писал пейзажи и натюрморты. Произведения находятся в Национальном художественном музее Республики Беларусь, фонде Белорусского союза художников, Государственном Литературном Музее Янки Купалы, частных собраниях в Беларуси и за рубежом.

## Биография и творчество
Х. М. Лившиц родился 10 (23) октября 1912 года в Витебске, в многодетной еврейской семье. Отец его занимался крахмало-паточным производством. Их дом стоял на улице Малая Покровская, где через несколько домов жил Марк Шагал. Лившиц вспоминал, что к ним часто приходил художник Виктор Меклер, который показывал его детские рисунки Марку Шагалу.

## Учёба
Увлечение рисованием привело Лившица в Витебский художественный техникум, где с 1927 по 1930 годы его учителями были В. Я. Хрусталёв, М. Г. Эндэ, Ф. А. Фогт. Он также учился у Юделя Пэна, ученика и последователя П. П. Чистякова.
В 1930 году, решив посвятить себя живописи, Лившиц приехал в Ленинград и активно включился в художественную жизнь города. Он посещал студию Павла Филонова, основателя школы аналитического искусства, что оказало серьезное влияние на его будущее творчество.
В 1932 году Лившиц поступил на отделение живописи ЛИЖСА имени И. Е. Репина, где занимался у А. Карёва, А. И. Савинова, С. Абугова, И. И. Бродского, Р. Р. Фрэнца, К. Ф. Юона. Его соучениками были известные в будущем художники Ю. М. Непринцев, А. И. Лактионов, Т. Ксенофонтов, П. Сидоров, Д. Альховский.
В 1938 году Хаим Лившиц окончил институт; руководителем его дипломной работы был Б. В. Иогансон. Дипломная картина «На молочной ферме», ставшая первым серьёзным произведением художника, была отмечена как одна из лучших работ выпускников факультета живописи. В1939 году картина «На молочной ферме» экспонировалась в Москве на Всесоюзной Выставке Молодых Художников, посвящённой 20-летию ВЛКСМ. В том же году Лившиц получил государственный заказ на картину «Выступление Я. М. Свердлова на 1-м Всебелорусском съезде советов». В процессе сбора материала для картины он встречался с дочерью Я. М. Свердлова. Картина была закончена в короткий срок и уже в 1940 году экспонировалась в Минске на Республиканской художественной выставке.

## Военный период
Дипломная картина «На молочной ферме» и картина «Выступление Я. М. Свердлова на 1-м Всебелорусском съезде советов» не сохранились, поскольку находились в Минске в период фашистской оккупации (1941—1944).
В 1943 году Х. Лившиц был призван в действующую армию. Он принимал участие в Маньчжурской компании на Восточном Фронте. В 1946 году, после демобилизации, он вернулся в Ленинград.

## Переезд в Минск
Через некоторое время, по приглашению друзей Ивана Ахремчика, З. Азгура и Алексея Глебова, приехал в Минск. С 1947 года Лившиц начал преподавать в художественом училище.
В 1948 году Х. М. Лившиц написал новый вариант картины «Выступление Я. М. Свердлова на I Всебелорусском съезде Советов». Позже, в своих записках о творчестве художника, известный белорусский искусствовед И. Б. Элентух писал, что работа стала "определённой вехой не только в творческой биографии Х. М. Лившица, но и в истории всей белорусской сюжетно-тематической живописи.
С 1955 по 1979 годы Х. Лившиц преподавал в Белорусском театрально-художественном институте, в 1968 году получил звание доцента.

## Творчество
Лившиц активно участвовал в главных республиканских выставках в Минске, а также выставках работ белорусских художников в Москве и в Литве. В 1964 году была организована ретроспективная выставка работ Х. Лившица в Белорусском Художественном Музее, а в 1975 году — юбилейная персональная выставка в Минском Дворце Искусств. Картины «Аппаратный цех тонкосуконного комбината» 1950, «После работы», 1956, «Янка Купала и Кузьма Чорный в Печищах, 1942», 1963, и многие другие работы находятся в собрании Национального художественного музея Республики Беларусь.

## Эмиграция
В 1991 году Х. М. Лившиц с женой эмигрировал в США, где жил его сын. Здесь, в пригороде Чикаго, художник завершил работу над полотном «Молитва в Минске», посвящённом Минскому гетто. Идея и первые эскизы картины датируются 1943-м годом. На протяжении почти трёх лет (1991—1994) художник сделал множество подготовительных рисунков и эскизов, встречался и беседовал с бывшими узниками Минского гетто. Впервые картина «Молитва в Минске» была показана в марте 1994 года, на одной из последних прижизненных выставок художника.
Хаим Моисеевич Лившиц умер 4 сентября 1994 года. Похоронен в пригороде Чикаго на кладбище Shalom Memorial Park.